# Mesochorus sulcatus
Mesochorus sulcatus là một loài tò vò trong họ Ichneumonidae.